# 웃는 남자

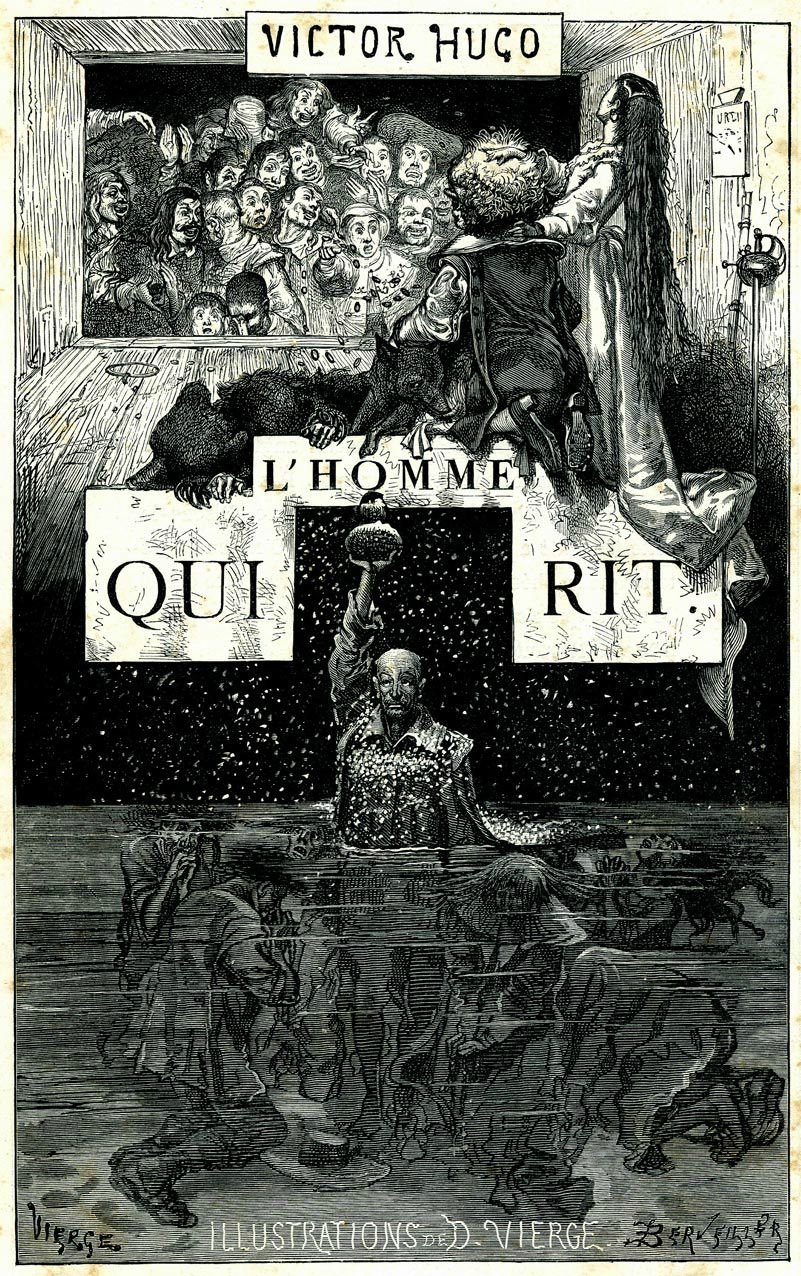

웃는 남자(영어: The Man Who Laughs, 프랑스어: L'Homme qui rit)는 빅토르 위고의 소설이다.

## 같이 보기
- 글래스고 스마일